# Premio Mestre Mateo
Los Premios Mestre Mateo son unos galardones anuales a la excelencia de las producciones audiovisuales de Galicia. Organizados y supervisados por la Academia Galega do Audiovisual (AGA), los premios son concedidos cada año en una ceremonia formal. La Academia fue concebida originalmente como una entidad profesional que podría asumir la organización de los premios, además de ser un modo de mejorar y promocionar la imagen de la industria audiovisual gallega.
Los primeros Premios Mestre Mateo se celebraron en el año 2002 en una ceremonia en el Auditorio de Galicia de Santiago de Compostela. A lo largo de los años han ido cambiando el número de categorías premiadas y, en la actualidad, los premios se entregan en 25 categorías. Desde el año 2012 se entregan, regularmente, en la ciudad de La Coruña. 

## Historia
Antes de la constitución de la Academia Galega do Audiovisual, la Asociación Galega de Produtoras Independentes (AGAPI) era la responsable de organizar los premios anuales de la industria audiovisual gallega, bajo el nombre de Premios AGAPI. Las ceremonias de esos premios se celebraron entre los años 1996 y 2001 y en el año 2002 fueron rebautizados como premios Chano Piñeiro en honor del director de cine pontevedrés fallecido en 1995, siendo organizados conjuntamente por la AGAPI y por la nueva asociación Asociación de empresas galegas do audiovisual (AEGA), entonces recientemente constituida. 
Finalmente en el año 2002 adoptaron la denominación actual Premios Mestre Mateo, celebrándose su I edición. Los premios toman su nombre del Maestro Mateo, realizador de la mayor parte del Pórtico de la Gloria de la Catedral de Santiago de Compostela.
- Retransmite en directo estos premios:
  - Televisión de Galicia 1
  - TVG América
  - TVG Europa
  -  Radio Galega 1
  - A través de internet: http://www.crtvg.es/en-directo

## Ediciones
| Edición | Ceremonia                  | Año                 | Mejor película                           | Presentadores                              | Lugar                                            | Ref.   |
| ------- | -------------------------- | ------------------- | ---------------------------------------- | ------------------------------------------ | ------------------------------------------------ | ------ |
|         | Premios Chano Piñeiro 2002 | 7 de abril de 2002  | El bosque animado                        | Javier Veiga                               | Palacio de la Ópera de La Coruña                 |        |
| I       | Premios Mestre Mateo 2002  | 7 de junio de 2003  | Los lunes al sol                         | Javier Veiga                               | Auditorio de Galicia de Santiago de Compostela   | [ 2 ]  |
| II      | Premios Mestre Mateo 2003  | 26 de junio de 2004 | Trece campanadas El lápiz del carpintero | Javier Veiga                               | Palacio de Congresos de Santiago de Compostela   | [ 3 ]  |
| III     | Premios Mestre Mateo 2004  | 20 de marzo de 2005 | El año de la garrapata                   | Moncho Borrajo                             | Teatro Sala de Conciertos de Caixanova, en Vigo  | [ 4 ]  |
| IV      | Premios Mestre Mateo 2005  | 19 de marzo de 2006 | León y Olvido                            | Luis Piedrahíta                            | Palacio de Exposiciones y Congresos de La Coruña | [ 5 ]  |
| V       | Premios Mestre Mateo 2006  | 9 de mayo de 2007   | Un franco, 14 pesetas                    | Manuel Manquiña y Antonio Durán "Morris"   | Teatro Colón de La Coruña                        | [ 6 ]  |
| VI      | Premios Mestre Mateo 2007  | 15 de abril de 2008 | El niño de barro                         | Manuel Manquiña y Antonio Durán "Morris"   | Teatro Jofre de Ferrol                           | [ 7 ]  |
| VII     | Premios Mestre Mateo 2008  | 30 de abril de 2009 | Los muertos van deprisa                  | Sergio Zearreta                            | Palacio de la Cultura de Pontevedra              | [ 8 ]  |
| VIII    | Premios Mestre Mateo 2009  | 17 de abril de 2010 | Celda 211                                | Xosé Antonio Touriñán                      | Palacio de la Cultura de Narón                   | [ 9 ]  |
| IX      | Premios Mestre Mateo 2010  | 28 de abril de 2011 | 18 comidas                               | Belén Regueira y Xosé Antonio Touriñán     | Auditorio Municipal de Orense                    | [ 10 ] |
| X       | Premios Mestre Mateo 2011  | 28 de abril de 2012 | Doentes                                  | María Castro                               | Palacio de Exposiciones y Congresos de La Coruña | [ 11 ] |
| XI      | Premios Mestre Mateo 2012  | 6 de abril de 2013  | El apóstol                               | Cristina Castaño                           | Palacio de la Ópera de La Coruña                 | [ 12 ] |
| XII     | Premios Mestre Mateo 2013  | 12 de abril de 2014 | Somos gente honrada                      | Roberto Vilar                              | Palacio de Exposiciones y Congresos de La Coruña | [ 13 ] |
| XIII    | Premios Mestre Mateo 2014  | 11 de abril de 2015 | Los fenómenos                            | Roberto Vilar                              | Palacio de Exposiciones y Congresos de La Coruña | [ 14 ] |
| XIV     | Premios Mestre Mateo 2015  | 23 de abril de 2016 | El desconocido                           | Marga Pazos y Xosé Antonio Touriñán        | Palacio de la Ópera de La Coruña                 | [ 15 ] |
| XV      | Premios Mestre Mateo 2016  | 4 de marzo de 2017  | María (y los demás)                      | Iolanda Muíños                             | Palacio de Exposiciones y Congresos de La Coruña | [ 16 ] |
| XVI     | Premios Mestre Mateo 2017  | 3 de marzo de 2018  | Dhogs                                    | Iolanda Muíños                             | Palacio de la Ópera de La Coruña                 | [ 17 ] |
| XVII    | Premios Mestre Mateo 2018  | 2 de marzo de 2019  | La sombra de la Ley                      | Sonia Méndez                               | Palacio de la Ópera de La Coruña                 | [ 18 ] |
| XVIII   | Premios Mestre Mateo 2019  | 7 de marzo de 2020  | O que arde                               | Patricia Vázquez                           | Palacio de la Ópera de La Coruña                 | [ 19 ] |
| XIX     | Premios Mestre Mateo 2020  | 10 de abril de 2021 | Ons                                      | María Mera                                 | Teatro Colón de La Coruña                        | [ 20 ] |
| XX      | Premios Mestre Mateo 2021  | 19 de marzo de 2022 | Tres                                     | Lucía Veiga, Javier Veiga y Iolanda Muíños | ExpoCoruña                                       | [ 21 ] |
| XXI     | Premios Mestre Mateo 2022  | 11 de marzo de 2023 | O corpo aberto                           | Bárbara Grandío                            | Auditorio Municipal de Orense                    | [ 22 ] |
| XXII    | Premios Mestre Mateo 2023  | 23 de marzo de 2024 | O corno                                  | Lidia Veiga y Miguel Canalejo              | Coliseum de La Coruña                            | [ 23 ] |

## Categorías
| Producción - Mellor Anuncio Publicitario - Mellor Curtametraxe De Animación - Mellor Curtametraxe De Imaxe Real - Mellor Documental - Mellor Longametraxe - Mellor Programa TV - Mellor Serie De Televisión - Mellor Serie Web - Mellor Videoclip | Profesionales - Mellor Comunicador/a de Televisión - Mellor Dirección - Mellor Dirección De Arte - Mellor Dirección De Fotografía - Mellor Dirección De Producción - Mellor Guion - Mellor Interpretación Feminina De Reparto - Mellor Interpretación Feminina Protagonista - Mellor Interpretación Masculina De Reparto - Mellor Interpretación Masculina Protagonista - Mellor Maquillaxe E Perruquería - Mellor Montaxe - Mellor Música Orixinal - Mellor Realización - Mellor Son - Mellor Vestiario |

## Récords
- Película más premiada: Dhogs en 2017 con 13 premios. El segundo es "El desconocido", en 2015 con 12 premios.
- Serie de TV más premiada en una sola edición: "As leis de Celavella" en 2005, con 10 premios.
- Película con más nominaciones: "Los muertos van deprisa" en 2008, con 20 nominaciones.
- Serie de TV con más nominaciones en una sola edición: "Matalobos" en 2011, con 15 nominaciones.
- Actor más premiado: Luis Tosar con 5 premios.
- Actor con más nominaciones: Antonio Durán "Morris" con 15 nominaciones.
- Actriz más premiada: María Bouzas con 4 premios.
- Actriz con más nominaciones: María Bouzas con 8 nominaciones.
- Director más premiado: Jorge Coira con 4 premios.
- Director con más nominaciones: Jorge Coira con 7 nominaciones.